# Droppe

En droppe vatten som faller från en kran.

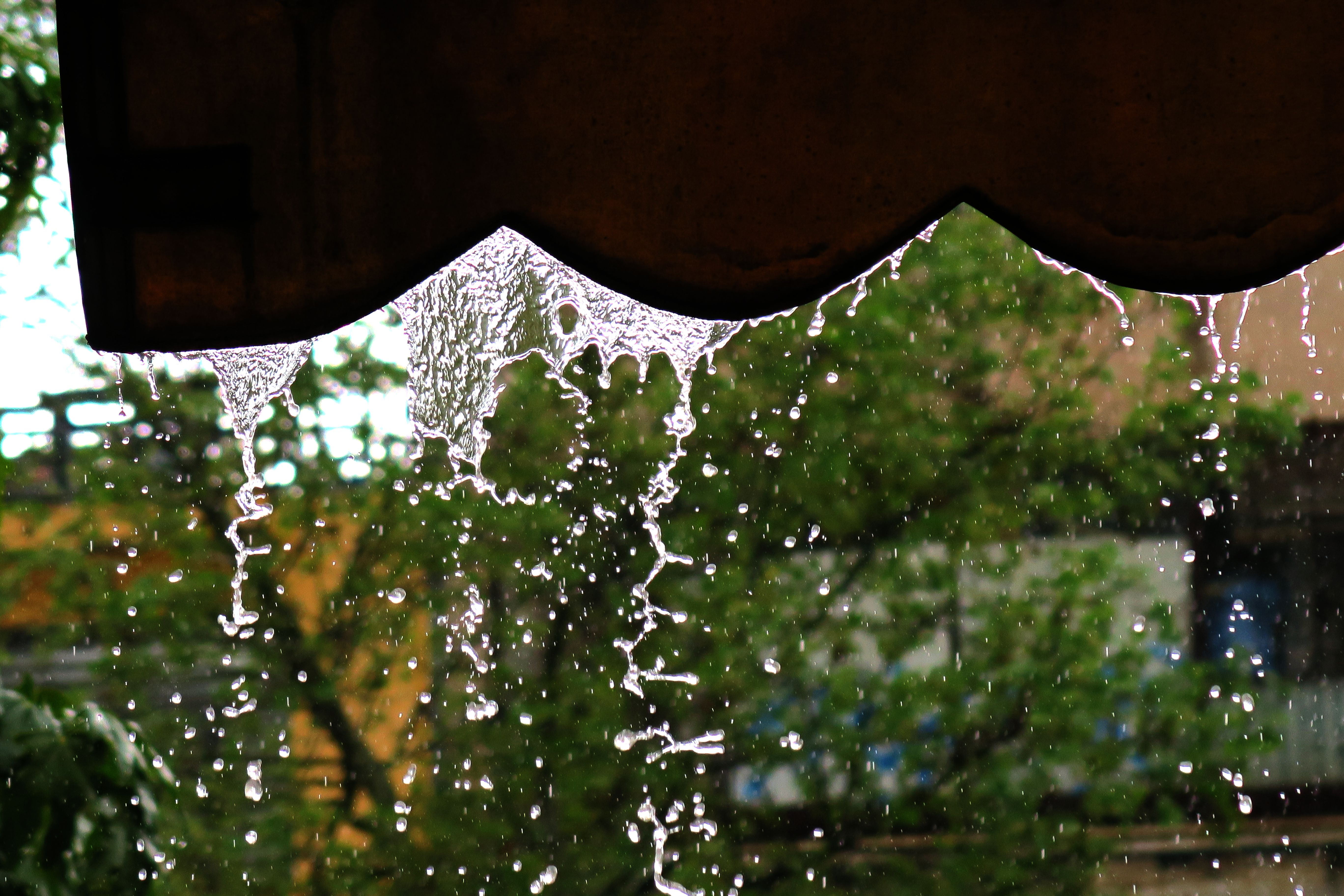
Regnvatten från en baldakin. Krafter som formar droppen: ytspänning, vattensamling, Van der Waals-krafter, Plateau–Rayleighs instabilitet.

Droppe avser en samling vätska som hålls samman av dess ytspänning. Droppars storlek beror på vilka yttre krafter de utsätts för. En regndroppe i hård vind blir mindre än en som faller i stiltje. En droppe i tyngdlöshet kan bli praktiskt taget hur stor som helst.

## Hur droppen bildas

Schematisk bild som illustrerar fyra stadier i en droppe.